# Кривченська травертинова скеля
Кри́вченська траверти́нова скеля — геологічна пам'ятка природи місцевого значення в Україні. Розташована на території Чортківського району Тернопільської області, село Кривче, правий схил долини річки Циганка, урочище «Заболотівка».
Площа — 0,5 га, статус отриманий у 2011 році.